# 纳布

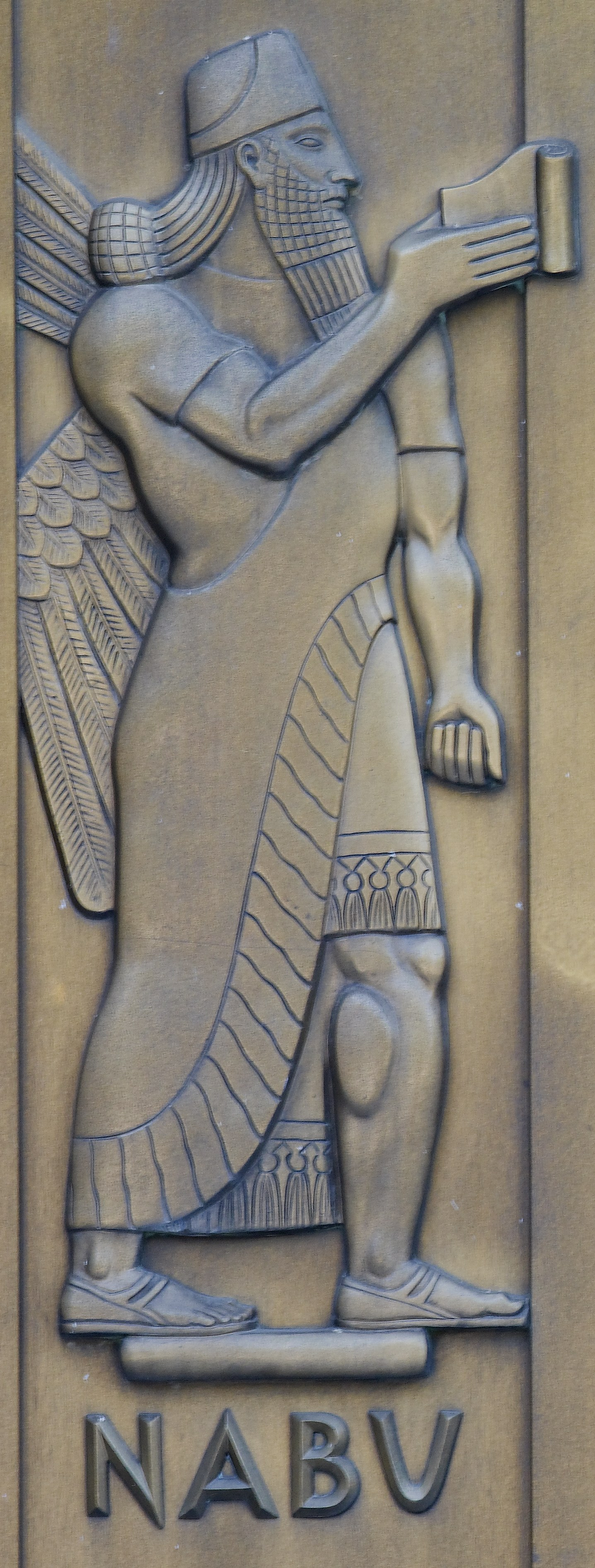
在華盛頓哥倫比亞特區的國會圖書館Lee Lawrieによるナブーの像（1939年）

纳布（羅馬化：Nebo）是亚述和巴比伦尼亚的智慧与写作之神，受巴比伦人膜拜。他是马尔杜克与其配偶薩爾帕尼的儿子，恩基的孙子。纳布的配偶是女神塔什美图。